# E24 (journal)
Pour les articles homonymes, voir E24.

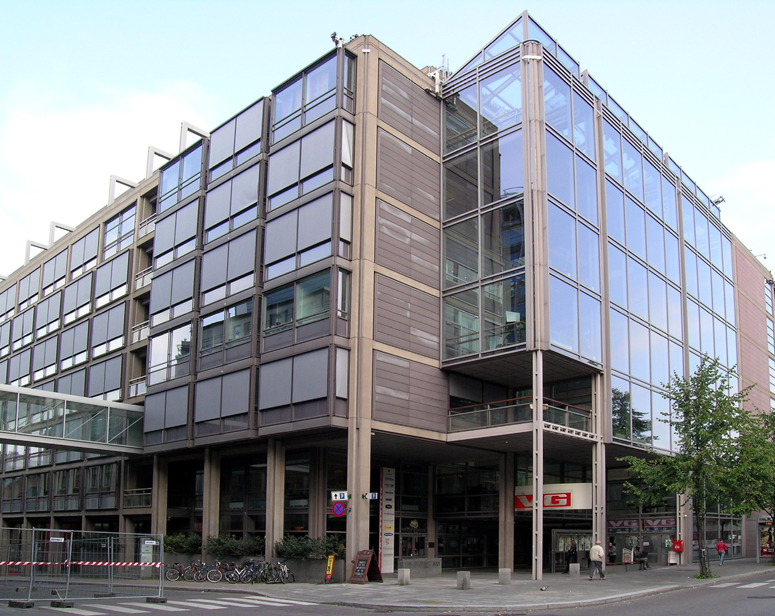
Siège du groupe Schibsted, propriétaire du journal E24, à Oslo.

E24 est un  journal économique en ligne et uniquement en ligne. 
Le groupe Schibsted, qui édite également le quotidien 20 minutes dans plusieurs pays et dont le siège est installé à Oslo, a lancé des journaux E24 en Norvège, en Suède, aux Pays-Bas, et finalement en France, le 13 octobre 2008, à Paris.
Les sept journalistes et chroniqueurs de la rédaction française ont pour objectif de « décrypter l'économie tout de suite », selon le mot de l'ex-directeur de la rédaction Stéphane Marchand.